# Andrew Dixon

a Compétitions nationales et continentales officielles uniquement.

Andrew Dixon, né le 28 février 1990 à St Helens (Merseyside), est un joueur de rugby à XIII anglais évoluant au poste de troisième ligne dans les années 2000 et 2010. En club, il a débuté en 2009 à St Helens RLFC en Super League où il y a pour l'instant effectué toute sa carrière sportive.

## Palmarès
- Collectif : 
  - Vainqueur du Championship : 2015, 2016 (Leigh), 2018, 2019 (Toronto) et 2021 (Toulouse).
  - Vainqueur de la League 1 : 2017 (Toronto).
  - Finaliste  de la Super League : 2009, 2010 et 2011 (St Helens).

### Statistiques
| Saison | Club                    | Compétition  | Matchs | Points | Essais | Buts | Drop |
| ------ | ----------------------- | ------------ | ------ | ------ | ------ | ---- | ---- |
| 2009   | St Helens RLFC          | Super League | 10     | -      | -      | -    | -    |
| 2010   | St Helens RLFC          | Super League | 19     | -      | -      | -    | -    |
| 2011   | St Helens RLFC          | Super League | 18     | -      | -      | -    | -    |
| 2012   | St Helens RLFC          | Super League | 20     | -      | -      | -    | -    |
| 2013   | Salford City Reds       | Super League | 28     | -      | -      | -    | -    |
| 2014   | Salford City Reds       | Super League | 9      | -      | -      | -    | -    |
| 2015   | Leigh Centurions        | Championship | 26     | -      | -      | -    | -    |
| 2016   | Leigh Centurions        | Championship | 12     | -      | -      | -    | -    |
| 2017   | Toronto Wolfpack        | League 1     | 15     | 28     | 7      | -    | -    |
| 2018   | Toronto Wolfpack        | Championship | 26     | 32     | 8      | -    | -    |
| 2019   | Toronto Wolfpack        | Championship | 29     | 52     | 13     | -    | -    |
| 2020   | Toronto Wolfpack        | Super League | 3      | -      | -      | -    | -    |
| 2021   | Toulouse olympique XIII | Championship | 9      | 20     | 5      | -    | -    |
| 2022   | Toulouse olympique XIII | Super League | 15     | -      | -      | -    | -    |